# Josephus Johannes Bernardus Boeyé
Josephus Johannes Bernardus Boeyé Pascal of ook wel Joseph Jean Bernard Boeye (Sint-Niklaas, 20 februari 1766 - Gent, 12 september 1835) was een Vlaams grondbezitter, koopman en politicus binnen het Koninkrijk der Nederlanden.

## Familie
Joseph was de zoon van Petrus Antonius Boeye en zijn vrouw Petronella Josepha de Cauwer. Hij was de broer van Emmanuel Boëyé
Kort na het instellen van het Koninkrijk der Nederlanden, werd Boeyé in 1816 lid van de Provinciale Staten van Oost-Vlaanderen, toen nog onderdeel van het Koninkrijk. Twee jaar later werd hij door diezelfde Provinciale Staten gekozen om zitting te nemen in de Tweede Kamer der Staten-Generaal, en dat doet hij dan ook van 1818 tot 1830. Daarnaast was hij van 1817 tot 1834 lid van de Stedelijke Raad van Gent. Als parlementariër beantwoordde hij als een van de weinige zuidelijke leden de vraag of tot scheiding van Noord- en Zuid-Nederland moest worden overgegaan met "neen".
Ook was Boeyé rechter bij de rechtbank van koophandel te Gent en lid van de Kamer van Koophandel aldaar. In 1813 ontving hij de Garde d'honneur.